# オーケー! グァン姉妹
『オーケー! グァン姉妹』（朝: 오케이 광자매）は2021年韓国KBSのテレビドラマ。全50話。
離婚調停中の母親が殺害された事実を知り家族全員が容疑者となったサスペンスブラックコメディドラマ。2021年3月13日から9月18日にかけて放送された。

## キャスト

### イ家
- イ・チョルス：ユン・ジュサン
- イ・グァンナム：ホン・ウニ
- イ・グァンシク：チョン・ヘビン
- イ・グァンテ：コ・ウォニ

### グァン姉妹の叔母
- オ・ボンジャ：イ・ボヒ
- オ・テンジャ：キム・ヘソン

## スタッフ
- 演出：イ・ジンソ
- 脚本：ムン・ヨンナム
- 制作：Chorokbaem Media（英語版）、 pan ENTERTAINMENT（英語版）

## 日本での放送
日本での放送は2021年5月9日にCSチャンネルKBSワールドにて1話先行放送、同年6月19日に同チャンネルにて本放送された。2022年、WOWOWで放送された。
- KBS World：2021年6月19日[4] - 2021年12月5日[5]（毎週土・日 21時40分 - 23時00分）
  - 同上：2021年6月20日[6] - 2021年12月11日[7]（毎週土・日 10時30分 - 11時50分）※再放送
  - 同上：2021年6月28日[8] - 2021年12月14日[9]（毎週月・火 12時25分 - 13時45分）※再々放送
- WOWOW：2022年3月7日[10]- 2022年5月17日[11]（毎週月〜金 8時30分 - 9時45分）
- BSテレ東：2022年10月25日 - （毎週月〜金 15時54分 - 17時00分）※65話版で放送